# Gonomyia catamarcae
Gonomyia catamarcae är en tvåvingeart som beskrevs av Alexander 1929. Gonomyia catamarcae ingår i släktet Gonomyia och familjen småharkrankar. Inga underarter finns listade i Catalogue of Life.